# Gonocephalus kuhlii
Espèce
Synonymes
- Lophyrus kuhlii Schlegel, 1848

Gonocephalus kuhlii est une espèce de sauriens de la famille des Agamidae endémique de l'Indonésie.

## Répartition
Cette espèce est endémique d'Indonésie. Elle se rencontre sur les îles de Sumatra et de Java.

## Étymologie
Cette espèce est nommée en l'honneur du zoologue allemand Heinrich Kuhl.

## Publication originale
- Schlegel, 1848 : Descriptions de plusieurs espèces nouvelles du genre Lophyrus. Bijdragen tot de dierkunde Uitgegeven door het genootschap natura artis magistra te Amsterdam, vol. 1, p. 4-6.